# Parafia Matki Bożej Fatimskiej w Bielsku-Białej
Parafia pw. Matki Bożej Fatimskiej w Bielsku-Białej – parafia rzymskokatolicka znajdująca się w Bielsku-Białej-Obszarach. Należy do Dekanatu Bielsko-Biała I – Centrum diecezji bielsko-żywieckiej. Erygowana w 1991. Jest prowadzona przez księży diecezjalnych.